# بطولة ويمبلدون 1924
قائمة ببطولات ويمبلدون لسنة 1924:

## فردي رجال
جان بورترا هزم  رينيه لاكوست . النتيجة: 6-1 3-6 6-1 3-6 6-4

## فردي سيدات
كيتي ماكين جودفري هزمت  هيلين ويلس مودي. النتيجة: 4-6, 6-4, 6-4